# Гренаш
Гренаш или Гренаш ноар е червен винен сорт грозде, произхождащ от Испания, разпространен освен това и във Франция, Италия, Алжир, Австралия, Мароко, Калифорния (САЩ) и други лозарски страни.
Познат е и с наименованията: Гренаш ноар, Аликанте (да не се бърка с Аликант Буше), Гарнача (Garnacha), Гарнача Тинто (Garnacha Tinto), Гарнача Тинта (Garnacha Tinta), Cannonau.
Продуктивен сорт, дава най-доби резултати на сухи и каменисти склонове, обича горещи, сухи райони и е доста устойчив на силни ветрове, благодарение на здравите си чепки. Подходящ за високостъблено отглеждане, буен, устойчив и на силен вятър и на засушаване.
Малко го засяга оидиума, но е по скоро податлив към мана, сиво гниене, гроздов молец и екскориоза.
Гроздовете са средно едри, рехави до сбити. Зърната са средни, сферични или леко продълговати, черни с доста плътна ципа. Зрее късно.
Гроздето се използва за производство на качествени розови и червени вина с хубав, искрящ цвят и високо захарно и алкохолно съдържание и за купажиране с други сортове. Във Франция сортът обикновено се купажира със сортовете Сензо (Cinsault) и Каринян (Carignan), в Испания – с Темпранийо. В района на Русийон, Южна Франция го използват заедно със сортовете „Гренаш блан“ и „Гренаш гри“ за приготвянето на известните сладки вина от този регион.